# Schickedanz Open 1989
Lo Schickedanz Open 1989 è stato un torneo di tennis facente parte della categoria ATP Challenger Series nell'ambito dell'ATP Challenger Series 1989. Il torneo si è giocato a Fürth in Germania dal 17 al 23 luglio 1989 su campi in terra rossa.

## Vincitori

### Singolare
Dmitrij Poljakov ha battuto in finale  Federico Mordegan con il punteggio di 6–2, 6–1

### Doppio
Vladimir Gabričidze /  Dmitrij Poljakov hanno battuto in finale  Cristiano Caratti /  Federico Mordegan con il punteggio di 6–4, 6–7, 6–4